# Kamienica Mozesa Neufelda w Warszawie
Kamienica Mozesa Neufelda – wczesnomodernistyczna zabytkowa kamienica znajdująca się w Warszawie przy ul. Próżnej 12, w dzielnicy Śródmieście.
Właścicielem budynku jest m.st. Warszawa.

## Historia
Wczesnomodernistyczna kamienica została wzniesiona w latach 1910–1912 na zlecenie przedsiębiorcy Mozesa Neufelda. Budynek frontowy powstał jako sześciopiętrowy, natomiast oficyny wokół niewielkiego podwórka były o dwa piętra niższe. Budynek wyposażony był w liczne udogodnienia dla mieszkańców, m.in. windę oraz centralne ogrzewanie. Klatki schodowe budynku frontowego wykładane były marmurem, a ściany dekorowały kryształowe lustra. Na parterze kamienicy działały punkty handlowo-usługowe. Była to najwyższa i najbardziej luksusowa kamienica przy ulicy.

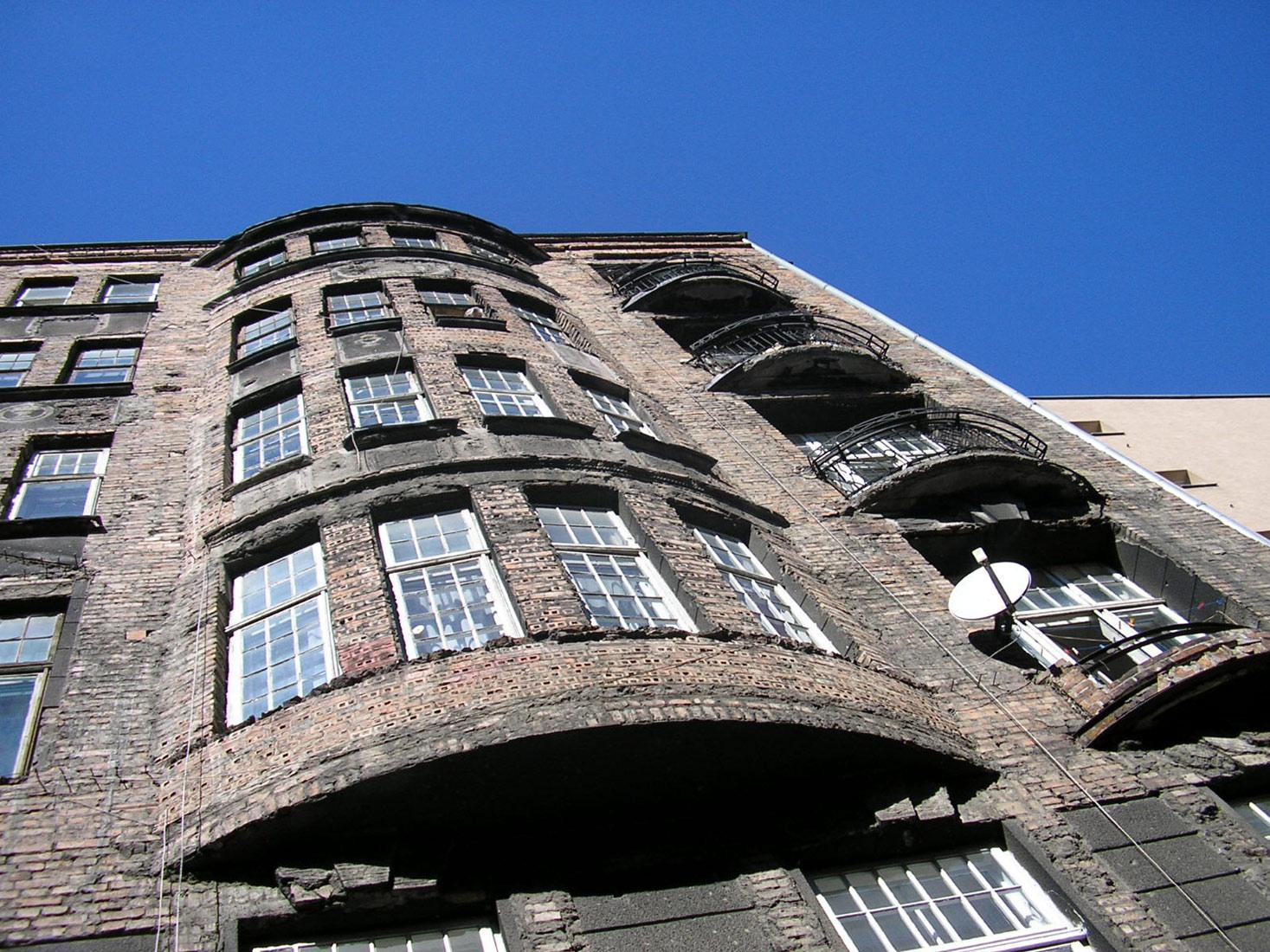
Elewacja frontowa przed remontem (2008)

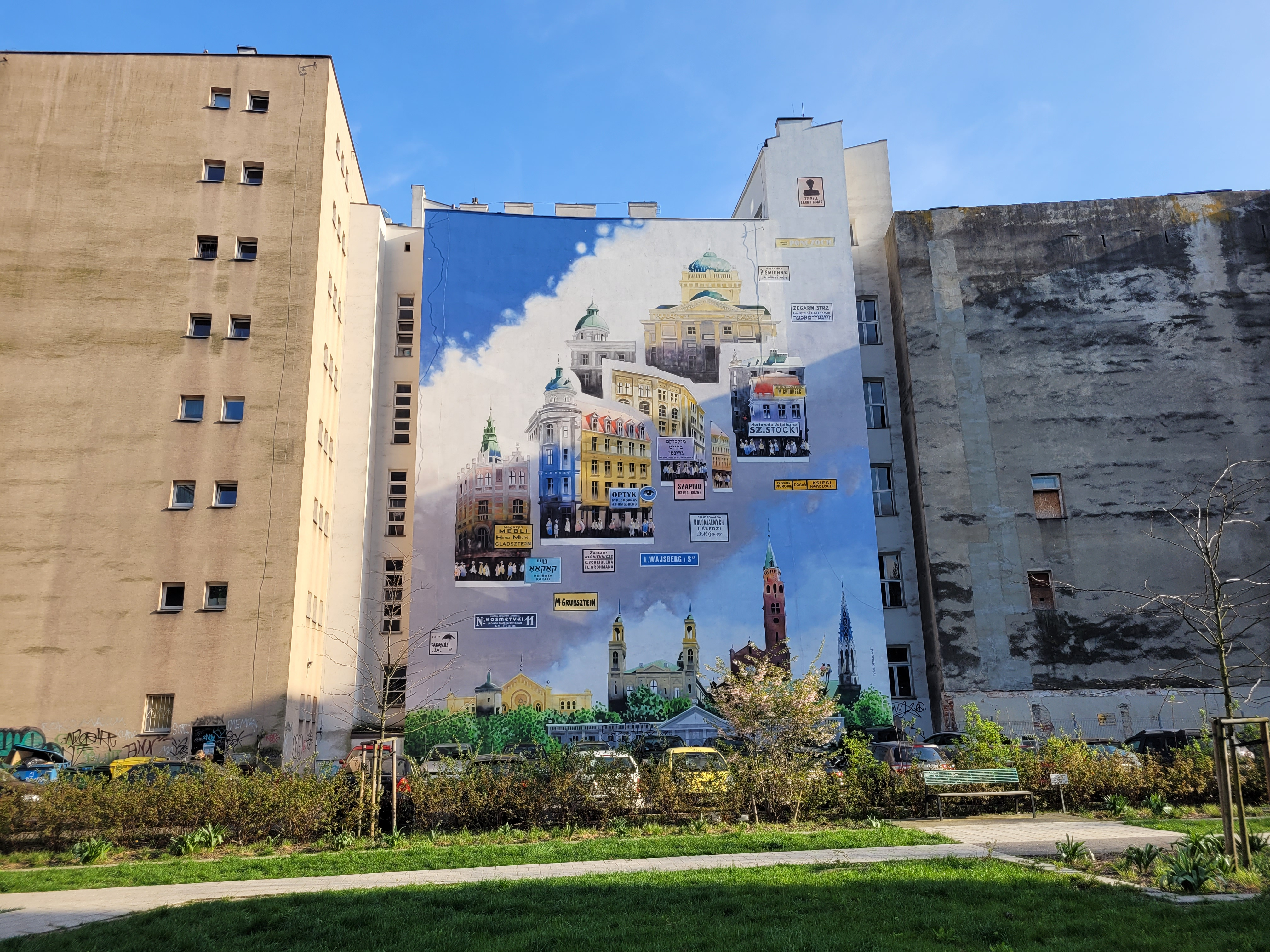
Mural Tytusa Brzozowskiego na tylnej ścianie kamienicy (2023)

W grudniu 1912 roku kamienicę kupili Chaim Gerkowicz i Chaim Sommer. W 1918 roku nowym właścicielem budynku został Juliusz Sowadski. W okresie międzywojennym w kamienicy miały siedzibę m.in. dwa domy handlowe (Abrahama Chaskielewicza i braci Gusundheit), Biuro Elektrotechniczne „ZET” i sklep spożywczy Abrama Goldszala.
W latach 1940–1941 kamienica znajdowała się na terenie getta. W marcu 1941 roku w wyniku zmiany granic dzielnicy zamkniętej i przesunięcia muru getta na wlot placu Grzybowskiego znalazła się po stronie aryjskiej. Wysiedlono żydowskich mieszkańców budynku, a w ich miejsce wprowadzili się niemieccy lokatorzy.
W wyniku działań wojennych dom przetrwał, ale został zdewastowany oraz utracił ostatnie piętro, które spłonęło podczas powstania warszawskiego i zostało rozebrane w 1946 roku. Obniżony budynek przykryto płaskim dachem, a piętro nie zostało odbudowane. W latach 50. XX wieku skuto tynki i dekoracje z elewacji budynku.
W 1987 roku kamienica została wpisana do rejestru zabytków.
W 2008 roku Eleonora Bergman próbowała bezskutecznie przekonać Ronalda Laudera do sfinansowania remontu kamienicy. W 2014 roku rozpoczął się remont elewacji frontowej sfinansowany przez dzielnicę Śródmieście.
W 2020 roku na tylnej ścianie kamienicy Tytus Brzozowski namalował mural przedstawiający wybrane budynki związane z żydowską społecznością Warszawy.